# Troupes de guerre radio-électronique russes
 (signalé en mai 2025).
Si vous disposez d'ouvrages ou d'articles de référence ou si vous connaissez des sites web de qualité traitant du thème abordé ici, merci de compléter l'article en donnant les références utiles à sa vérifiabilité et en les liant à la section « Notes et références ».
- Archive Wikiwix
- Bing
- Cairn
- DuckDuckGo
- E. Universalis
- Gallica
- Google
- G. Books
- G. News
- G. Scholar
- Persée
- Qwant
- (zh) Baidu
- (ru) Yandex
- (wd) trouver des œuvres sur Wikidata

Les troupes de guerre radio-électronique de la fédération de Russie (en russe : Войска радиоэлектронной борьбы Российской Федерации ; en abrégé РЭБ) sont une composante indépendante au sein des Forces armées russes, dépendant directement du Genchtab, fournissant un appui aux trois branches que sont les forces terrestres russes, la flotte maritime militaire et les forces aérospatiales.
direction de la guerre de l'information et de la guerre électronique
Ses unités ont pour fonction opérationnelle d'intercepter les émissions électromagnétiques adverses, pour les localiser par goniomètre ou fournir du renseignement d'origine électromagnétique, de les brouiller (y compris le brouillage radar, ou le guidage des drones), mais aussi de faire des intrusions dans les systèmes adverses pour neutralisation ses équipements (cyberattaques). La guerre informationnelle (manipulation, influence, désinformation et subversion) est du ressort des « troupes des opérations d'information » (Войска информационных операций (ru)) créées le 14 janvier 2014, dont les centres dépendent eux-aussi du ministère de la Défense.
Si les centres destinés à la marine sont statiques, les brigades et bataillons fournissent un soutien mobile aux troupes terrestres lors des opérations. La formation spécialisée du personnel est confiée au 1084e centre de formation interservices pour l'entraînement et l'application au combat des troupes de guerre radio-électronique (unité n° 61460) à Tambov.

## Unités
Chaque district militaire dispose d'une brigade de guerre électronique, chaque armée d'un bataillon de guerre électronique, chaque division et brigade (de fusiliers motorisés ou de chars) d'une compagnie de guerre électronique.
- 15e brigade de guerre électronique, unité n° 71615, à Stroitel dans l'oblast de Tambov (dépendant du district militaire ouest) ;
- 16e brigade de guerre électronique, no 64055, à Koursk et dans le village du maréchal Joukov dans l'oblast de Koursk (district militaire ouest) ;
- 17e brigade de guerre électronique, no 11666, à Matveevka près de Khabarovsk (district militaire est) ;
- 18e brigade de guerre électronique, no 41158, à Iekaterinbourg (district militaire central) ;
- 19e brigade de guerre électronique, no 62829, à Rassvet dans l'oblast de Rostov (district militaire sud) ;
- 14e bataillon de guerre électronique, à Vladikavkaz en Ossétie du Nord (58e armée) ;
- 24e bataillon de guerre électronique, à Voronej (20e armée) ;
- 49e bataillon de guerre électronique, no 54916, à Ostrov dans l'oblast de Pskov (6e armée) ;
- 142e bataillon de guerre électronique, no 03047, à Kaliningrad ;
- 231e bataillon de guerre électronique (1re armée de chars) ;
- 328e bataillon de guerre électronique, no 03051, à Pessotchny près de Saint-Pétersbourg ;
- 540e bataillon de guerre électronique ;
- 703e bataillon de guerre électronique ;
- bataillon de guerre électronique, dans l'oblast de Novossibirsk (41e armée) ;
- bataillon de guerre électronique, près de Belgorod ;
- 186e centre de guerre électronique, no 60134, à Severomorsk (flotte du Nord) ;
- 471e centre de guerre électronique, no 20918, à Petropavlovsk-Kamtchatski (flotte du Pacifique) ;
- 474e centre de guerre électronique, no 10604, à Shtykovo dans le kraï du Primorié ;
- 475e centre de guerre électronique, no 60135, à Sébastopol (flotte de la mer Noire) ;
- 841e centre de guerre électronique, no 09643, à Iantarny dans l'oblast de Kaliningrad (flotte de la Baltique) ;
- 1381e centre de contrôle technique intégré, no 32713, à Pessotchny.